# Oskol
Oskil
L’Oskol (en russe : Оскол) ou Oskil (en ukrainien : Оскiл) est une rivière qui prend sa source au sud de la Russie et poursuit son cours en Ukraine, où elle se jette dans le Donets.

## Géographie
L'Oskol est longue de 436 km. Elle prend sa  source au sud-est de l'oblast de Koursk, traverse du nord au sud l'oblast de Belgorod, puis passe en Ukraine, où s'étend la moitié de son cours. Elle traverse l'oblast de Kharkov avant de se jeter dans le Donets.
La première ville située sur la rivière est Stary Oskol et la plus grande ville qu'elle arrose en Ukraine est Koupiansk.

## Barrage
Le barrage-réservoir d'Oskil, situé en Ukraine, est inauguré en 1958 pour réguler le cours de la rivière et produire de l'électricité.

## Hydrométrie
Le débit de l'Oskol a été observé pendant 49 ans (durant la période 1924-1985) à Koupiansk, ville ukrainienne de l'oblast de Kharkov située à plus ou moins 70 kilomètres en amont de son confluent avec le Donets. Il faut souligner que cette station hydrométrique est située en amont du barrage d'Oskil.
À Koupiansk, le débit annuel moyen ou module observé sur cette période a été de 38,4 m3/s pour une surface prise en compte de 12 700 km2, soit plus ou moins 85 % de la totalité du bassin versant.
La lame d'eau écoulée dans le bassin versant de la rivière atteint ainsi le chiffre de 95,4 millimètres par an, ce qui peut être considéré comme modéré et correspond aux valeurs généralement observées dans le bassin du Don.
L'Oskol est un cours d'eau presque toujours abondant mais assez irrégulier. Il présente deux saisons bien marquées.
Les crues se déroulent en mars et en avril (moyenne mensuelle de 86 et 151 m3/s) et correspondent au dégel. Dès le mois de mai, le débit de la rivière baisse fortement, ce qui mène rapidement à la saison des basses eaux qui a lieu de juin à janvier inclus.
Le débit moyen mensuel observé en août (minimum d'étiage) atteint 15,4 m3/s, soit plus ou moins 10 % du débit moyen du mois d'avril (maximum de l'année), ce qui montre l'amplitude assez importante des variations saisonnières. Sur la période d'observation de 49 ans, le débit mensuel minimal a été de 4,89 m3/s (en août 1930), tandis que le débit mensuel maximal s'est élevé à 510 m3/s (en avril 1929).